# Max Schmidt (Möbelfabrikant)
Max Schmidt, ungarisch Schmidt Miksa, (* 1. August 1861 in Wien, nach anderen Quellen 1866; † 1. April 1935 in Budapest) war ein österreichisch-ungarischer Kunsttischler, Unternehmer und Mäzen.
Max Schmidt wurde in Wien und Paris zum Kunsttischler ausgebildet und spezialisierte sich im Rahmen des von seinem Großvater Friedrich Schmidt gegründeten Unternehmens bald auf die Einrichtung von Schlössern, Großbürger-Haushalten und Geschäften. Der erfolgreiche Geschäftsmann und Kunstsammler war Teilhaber des 1853 gegründeten und noch heute bestehenden Familienunternehmens Friedrich Otto Schmidt mit Sitz im Wiener Palais Chotek (Währinger Straße 28). Max und seine Brüder Otto und Karl Leo waren mit vielen Künstlern der Jahrhundertwende befreundet, unter anderem mit Peter Altenberg und Adolf Loos, wobei Max und Karl Leo als Trauzeugen bei dessen Heirat mit Lina Loos fungierten. Drei der acht Brüder Schmidt sind auf einem bekannten Gemälde von Oskar Kokoschka porträtiert, das allerdings später aus unbekannten Gründen zerschnitten wurde. Nur die porträtierten drei Brüder, nämlich Hugo, Karl Leo und Max waren beruflich in dem Unternehmen tätig, sie galten um 1900 als die führenden Innenarchitekten Wiens. Die Geschäftstätigkeit erstreckte sich aber auch in beachtlichem Ausmaß auf Ungarn. Unter anderem stammt die Einrichtung des bekannten Budapester Café Gerbeaud aus der Werkstatt Schmidt.
Max Schmidt investierte seinen besonders in den Jahren vor dem Ersten Weltkrieg erworbenen Reichtum vorrangig in Kunst und Immobilien. 1920 erwarb Schmidt den Schlosspark Pötzleinsdorf in Wien und ließ um 1925 das dort gelegene Schloss in neobarockem Stil  mit einer Freitreppe ausstatten. 1934 übereignete er diesen Besitz der Stadt Wien, die in der Folge (1950) das Gebäude durch Roland Rainer umbauen und seines Schlosscharakters entkleiden ließ. In Budapest stiftete Schmidt seinen größten Besitz, das heutige Kiscelli Muzeum, ebenfalls der Stadt. An dieser Stätte findet sich auch eine Sammlung der von ihm produzierten Möbel.
Im Jahr 2000 wurde in Wien-Währing (18. Bezirk) der Max-Schmidt-Platz nach ihm benannt.